# Sally sì, Sally ma/Sally la maga
Sally sì, Sally ma/Sally la maga  è un singolo discografico di Andrea Lo Vecchio con  "I Piccoli Cantori di Niny Comolli", pubblicato nel 1981. Il brano era la sigla dell'anime Sally la maga, scritto e musicato da Andrea Lo Vecchio. Nonostante la canzone sia ufficialmente accreditata anche a Vito Tommaso, il suo contributo sembra sia stato trascurabile. Sally la maga è il lato B del singolo, proposta come sigla per il cartone animato, ma scartata in favore di Sally sì, Sally ma e scelta quindi come sigla finale.

## Tracce
Lato A
1. Sally sì, Sally ma – 3:18 (Andrea Lo Vecchio-Vito Tommaso)

Durata totale: 3:18
Lato B
1. Sally la maga – 2:28 (Vito Tommaso)

Durata totale: 2:28

## Altre sigle
Nel 1997 i Cartoon Kids incisero una nuova sigla sempre dal titolo "Sally la maga" utilizzata come apertura e chiusura . Nel 1996 Cristina D'Avena incise il brano "Un regno magico per Sally", per la seconda serie dell'anime omonimo.

## Edizioni
Entrambi i brani sono stati inseriti nella compilation "Super Video Stars e in numerose raccolte.